# Прат (Канзас)
Прат (енгл. Pratt) град је у америчкој савезној држави Канзас.

## Демографија
По попису из 2010. године број становника је 6.835, што је 265 (4,0%) становника више него 2000. године.
| Група             | 2000.         | 2010.         |
| Белци             | 6.163 (93,8%) | 6.158 (90,1%) |
| Афроамериканци    | 66 (1,0%)     | 100 (1,5%)    |
| Азијати           | 42 (0,6%)     | 24 (0,4%)     |
| Хиспаноамериканци | 227 (3,5%)    | 423 (6,2%)    |
| Укупно            | 6.570         | 6.835         |